# 탈레스 정리 (지름)

탈레스 정리: 만약 A̅C̅이 원의 지름이고, B가 원주 상의 점이라면, 각 ∠ ABC은 직각이다.

기하학에서, 탈레스 정리(-定理, 영어: Thales' theorem)는 원의 지름의 원주각은 직각이라는 정리이다. 이는 원주각의 크기가 중심각의 크기의 1/2이라는 사실의 특수한 경우이다.

## 정의
선분 {\displaystyle AB}를 지름으로 하는 원 위에 {\displaystyle A}나 {\displaystyle B}가 아닌 점 {\displaystyle C}가 주어졌다고 하자. 탈레스 정리에 따르면,
{\displaystyle \angle ACB=90^{\circ }}
이다.:263, §22.2, Theorem 22.17
즉, 삼각형 {\displaystyle ABC}에 대하여, 다음 두 조건이 서로 동치이다.:30, §1F, Corollary 1.22
- 꼭짓점 {\displaystyle C}에서의 내각은 직각이다.
- 대변 {\displaystyle AB}는 삼각형 {\displaystyle ABC}의 외접원의 지름이다.

## 증명
원의 중심을 {\displaystyle O}라고 하자. 그렇다면 반지름의 길이는 일정하므로
{\displaystyle OA=OB=OC}
이다. 삼각형에서 길이가 같은 변이 마주보는 내각의 크기는 같으므로 {\displaystyle \angle OAC=\angle OCA}와 {\displaystyle \angle OBC=\angle OCB}가 성립한다. 삼각형 {\displaystyle ABC}의 내각의 합은 {\displaystyle 180^{\circ }}이므로
{\displaystyle 180^{\circ }=\angle BAC+\angle ABC+\angle ACB=2\angle ACB}
이다. 즉, {\displaystyle \angle ACB=90^{\circ }}가 성립한다.

## 쌍곡 탈레스 정리
쌍곡 평면 위에서, 선분 {\displaystyle AB}를 지름으로 하는 원 위에 {\displaystyle A}나 {\displaystyle B}가 아닌 점 {\displaystyle C}가 주어졌다고 하자. 그렇다면,
{\displaystyle \angle ACB<90^{\circ }}
이다.:263, §22.2, Theorem 22.17

## 절대 탈레스 정리
절대 평면 위에서, 선분 {\displaystyle AB}를 지름으로 하는 원 위에 {\displaystyle A}나 {\displaystyle B}가 아닌 점 {\displaystyle C}가 주어졌다고 하자. 그렇다면,
{\displaystyle \angle ACB\leq 90^{\circ }}
이다.:263, §22.2, Theorem 22.17

## 역사
고대 그리스의 수학자 탈레스의 이름을 땄다.